# Naemi Breier
Naemi Breier (* 30. April 1993) ist eine deutsche Fußballschiedsrichterin.

## Werdegang
Naemi Breier stammt aus Zerf und ist als Schiedsrichterin Mitglied des Vereins SV 1947 Ayl. Sie ist somit dem Fußballverband Rheinland angehörig. Als Schiedsrichterin ist sie seit 2011 aktiv.
Breier ist seit 2017 Schiedsrichterin der 2. Frauen-Bundesliga (einschließlich der damaligen Staffeln Nord und Süd). In der Gruppe Süd leitete sie am 3. September 2017 ihre erste Partie. Seit ihrem Debüt am 11. September 2021 gehört sie zudem zum Schiedsrichterinnenkader der Frauen-Bundesliga. Im DFB-Pokal der Frauen ist sie seit der Saison 2017/18 mit Spielleitungen betraut. Außerdem leitet sie Spiele der Männer in der Oberliga Rheinland-Pfalz/Saar und der Regionalliga Südwest.
Bis zur Saison 2018/19 war Breier zudem Schiedsrichterassistentin im DFB-Pokal der Frauen und in der 2. Frauen-Bundesliga, bis zur Saison 2021/22 in der Frauen-Bundesliga und bis zur Saison 2023/24 in der Regionalliga Südwest und derselben Saison der Oberliga Rheinland-Pfalz/Saar.